# Amphidium anoectangioides
Amphidium anoectangioides là một loài rêu trong họ Orthotrichaceae. Loài này được (Müll. Hal.) Broth. mô tả khoa học đầu tiên năm 1902.